# GoldenEye 007
Pour les articles homonymes, voir Goldeneye (homonymie).
Ne doit pas être confondu avec GoldenEye 007 (jeu vidéo, 2010).
GoldenEye 007 est un jeu vidéo de tir à la première personne, développé par Rare et édité par Nintendo, sorti sur Nintendo 64 en 1997, basé sur le film de James Bond GoldenEye.
Initialement prévu pour être un jeu de plates-formes sur Super Nintendo, le jeu est ensuite destiné à devenir un rail shooter sur Nintendo 64 avant d'évoluer en véritable jeu de tir à la première personne (ou Doom-like). GoldenEye 007 reprend la trame du film dont il est issu, en y ajoutant de nombreuses digressions, et met en scène James Bond aux prises avec un syndicat du crime voulant contrôler le satellite militaire GoldenEye.
Il s'est notamment illustré en étant le premier jeu de tir à la première personne à intégrer des éléments d'infiltration et à atteindre un réalisme aussi poussé avec des ennemis dotés d'une véritable intelligence artificielle, ainsi que pour la qualité de son mode multijoueur. Il a également démontré que le Doom-like était un genre qui pouvait exceller aussi bien sur consoles que sur PC.
Encensé par la critique, le jeu s'est vendu à plus de huit millions d'exemplaires, faisant de lui l'un des cent jeux vidéo les plus vendus de l'histoire et ce malgré une sortie tardive deux ans après le film. Il est encore considéré comme un des meilleurs jeux de tir jamais réalisés et figure comme un modèle d'adaptation vidéoludique d'une licence. 20 ans après sa sortie, le jeu est le troisième jeu le plus vendu sur Nintendo 64 et a marqué de façon importante le monde des jeux de tir à la première personne.

## Système de jeu

### Généralités

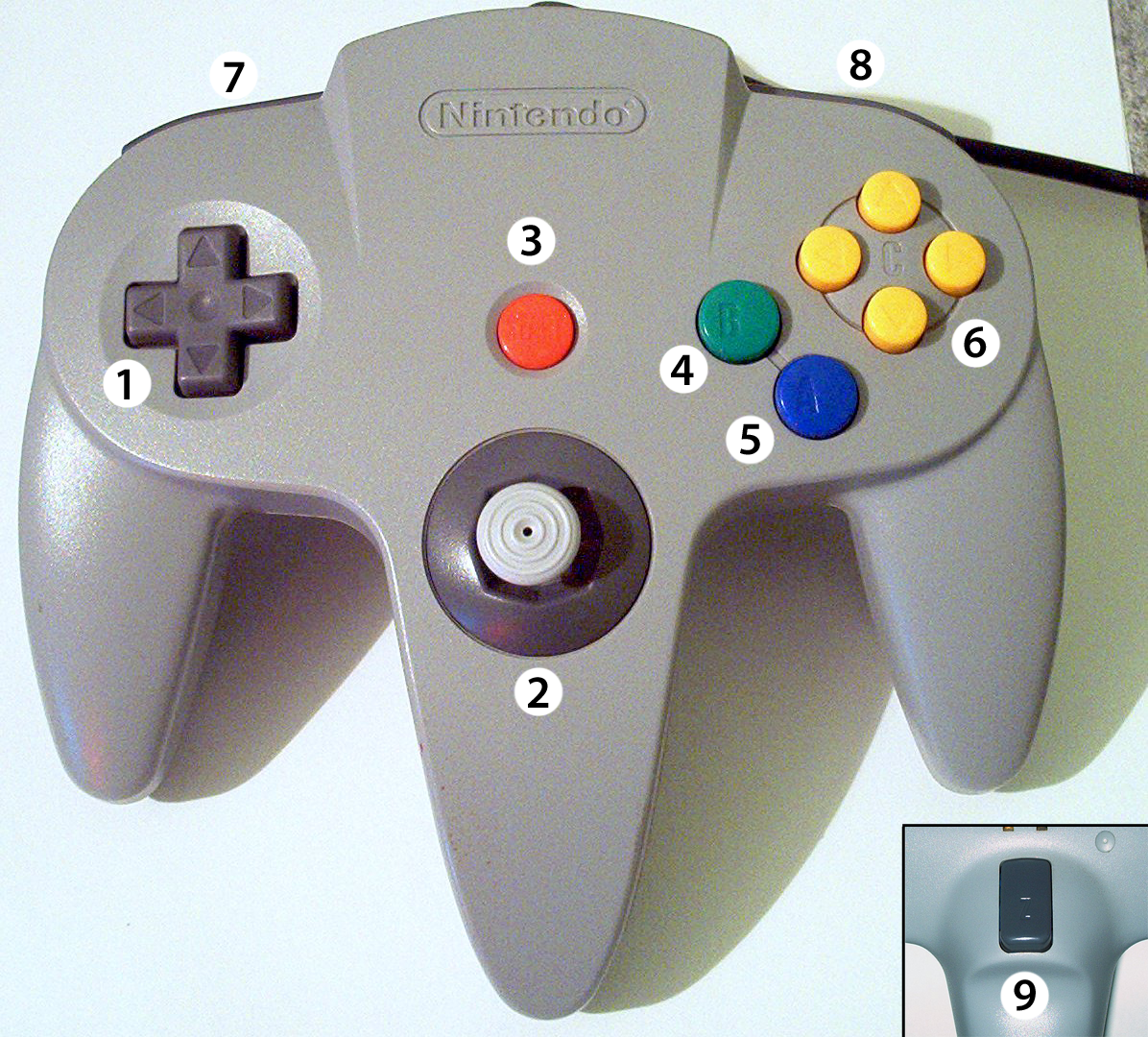
Présentation des commandes du jeu en mode par défaut (appelé 1.1 Honey) :
1 : Déplacement latéral/visée verticale ; 2 : mouvements directionnels ; 3 : pause/menu ; 4 : recharger/ouvrir portes ; 5 : changer d'arme ; 6 : déplacement latéral/visée verticale ; 7 :viser ; 8 : viser ; 9 : tirer.

Dans GoldenEye 007, le joueur incarne James Bond, sous les traits de Pierce Brosnan, en vue subjective. Les niveaux du jeu sont départagés en mission et retracent en bonne partie les évènements du film GoldenEye. Avant chaque mission, un briefing expose la situation au joueur et détaille les objectifs et est agrémenté des commentaires du personnel du MI6 avec ceux de M, Q et Moneypenny. Durant chaque mission, le joueur doit accomplir une liste d'objectifs : récupérer un objet, rencontrer quelqu'un, s'échapper, etc. Les objectifs peuvent être remplis dans le désordre mais doivent tous être réussis avant de quitter le niveau pour pouvoir passer à la mission suivante.
James Bond ne peut pas sauter mais peut s'accroupir, marcher et courir. Le joueur commence généralement une mission équipé du célèbre Walther PPK de Bond (appelé PP7, les armes du jeu basées sur des modèles réels ont été renommées ; par exemple le célèbre AK-47 devient le KF7 Soviet), souvent équipé d'un silencieux, et peut ramasser ensuite d'autres armes au cours de la partie. Au cours d'une mission, les points de santé de James Bond ne peuvent pas être régénérés, bien que des gilets pare-balles puissent être ramassés à certains endroits et offrent une seconde barre de vie.

Le Walther PPK, appelé PP7 dans le jeu, est l'arme de base.

Les armes du jeu sont au nombre de 18 et s'étendent du simple pistolet au lance-roquette, en passant par le couteau de combat, la mitraillette, et les grenades. Bien que la plupart des armes soient inspirées de modèles réels, il existe également des armes fantaisistes comme le laser de Moonraker ou le pistolet d'or. Chaque arme possède ses propres caractéristiques et les dégâts infligés à l'ennemi dépendent de la partie du corps touché. Certaines armes sont plus bruyantes que d'autres et elles sont parfois dotées d'une lunette de visée. Plusieurs gadgets tirés des films de James Bond, comme la montre-laser, apparaissent dans le jeu et doivent être utilisés pour accomplir certains objectifs. Pour assister le joueur, James Bond vise automatiquement les ennemis à portée mais une visée manuelle existe également pour plus de précision.
La discrétion est un élément essentiel du gameplay. Contrairement à ceux des autres Doom-like de l'époque, les ennemis sont dotés d'une véritable intelligence artificielle. Ainsi, les ennemis réagissent au bruit et les coups de feu peuvent donner l'alarme. De plus, les ennemis réagissent lorsqu'un des leurs est tué sous leurs yeux et sont capables de se mettre à couvert derrière certains éléments du décor. Il est ainsi souvent préférable de privilégier une approche discrète en utilisant les armes silencieuses, en détruisant les caméras de sécurité et les alarmes, en se glissant dans le dos des ennemis et en les abattant avant qu'ils ne donnent l'alerte.

### Évolutivité
Chacune des vingt missions qui composent le jeu peut être lancée avec l'un des niveaux de difficulté suivant : Agent, Secret Agent et 00-Agent. Augmenter le niveau de difficulté affecte significativement le gameplay du jeu, en renforçant les caractéristiques des ennemis tout en diminuant le nombre de munitions disponibles et la portée de la visée automatique d'une part, et en ajoutant de nouveaux objectifs d'autre part.
Une fois le jeu complètement fini en difficulté maximale, un nouveau mode appelé 007 apparaît et permet de paramétrer la résistance des ennemis, la précision et la force de leurs tirs ainsi que leur temps de réaction.
Une fois qu'une mission est terminée, le joueur peut choisir de commencer la mission suivante ou de revenir en arrière pour refaire la même mission, avec un autre niveau de difficulté par exemple. Des codes de triche peuvent aussi être débloqués en réussissant les missions avec un certain niveau de difficulté et en dessous d'un certain temps. Ces triches ne peuvent néanmoins pas être utilisées pour finir les niveaux n'ayant pas encore été achevés par le joueur ou pour débloquer une autre triche. Il existe également d'autres cheatcodes pouvant être réalisés en cours de jeu par des combinaisons de touches.

### Multijoueur
Le jeu propose également un mode multijoueur jouable jusqu'à quatre personnes en écran splitté. Cinq modes de jeu sont proposés : Normal, You Only Live Twice, The Living Daylights, The Man With the Golden Gun, et License to Kill.
Normal est un simple mode deathmatch où les joueurs s'affrontent les uns contre les autres. Il peut aussi se jouer en équipe à deux contre un, deux contre deux, ou trois contre un. You Only Live Twice repose sur le même principe sauf que chaque joueur n'a que deux vies avant d'être éliminé de la partie. The Living Daylights est un mode « capture du drapeau » dans lequel un drapeau est placé à un point fixe du niveau. Lorsqu'un joueur attrape le drapeau, il ne peut plus utiliser d'armes et celui qui tient le plus longtemps le drapeau gagne. The Man With the Golden Gun est un mode dans lequel un pistolet d'or, capable de tuer en un seul coup, est placé à un point fixe du niveau. De la même façon, en mode License to Kill les adversaires peuvent se tuer en un seul coup quelle que soit l'arme utilisée.
Chaque partie peut être personnalisée en choisissant le niveau, le type d'armes, et la condition de victoire. Les joueurs peuvent aussi choisir leur avatar parmi une galerie de personnages inspirés de l'univers de James Bond. En progressant dans le mode « histoire » du jeu, de nouveaux niveaux et personnages sont débloqués en multijoueur.

## Transcription du scénario
Il existe de nombreuses différences notables entre le scénario du film et celui du jeu vidéo. Le jeu n'ayant pas été traduit en français, tous les noms de lieux et de missions sont en anglais.

### Chronologie dans le jeu
En 1986, le MI6 découvre l'existence d'un complexe d'armes chimiques au pied du barrage de Byelomorye, près d'Arkhangelsk en Union soviétique. Le laboratoire produit des armes chimiques qui sont ensuite revendues à des groupes terroristes dans le monde. James Bond est envoyé sur place afin de détruire les réservoirs contenant un gaz toxique. Il saute du haut du barrage et pénètre dans la base par le conduit d'aération. Après avoir contacté un agent double, le docteur Doak (nommé d'après David Doak, l'un des développeurs du jeu), parmi les scientifiques du laboratoire, Bond rejoint son collègue 006, Alec Trevelyan, déjà infiltré dans la salle des réservoirs. Pendant la mission, Trevelyan se fait tuer par le Colonel Arkady Ourumov, commandant du complexe. Bond parvient à s'échapper à bord d'un petit avion après avoir détruit les mitrailleuses et batteries de missiles à proximité de la piste d'atterrissage.
Cinq ans plus tard, Bond se rend à Severnaya en Sibérie pour enquêter sur une base des forces spatiales soviétiques. Il récupère les plans des installations et infiltre le bunker de contrôle. Deux ans après, il est envoyé dans une base de silos à missiles au Kirghizistan où doit se dérouler un test de lancement, le MI6 pense que cela peut être une couverture pour un lancement du satellite connu sous le nom de GoldenEye. Cette arme nucléaire peut envoyer une puissante impulsion électromagnétique sur n'importe quel endroit de la Terre, capable de neutraliser tout circuit électrique dans son champ d'action.
En 1995, Bond est envoyé à Monte-Carlo où des membres du syndicat du crime Janus tiennent des otages à bord de la frégate française La Fayette où se trouve l'Eurochoper Pirate (Eurocopter Tigre dans le film), un prototype d'hélicoptère fantôme. L'hélicoptère est volé par Janus mais Bond a le temps de placer un mouchard. L'hélicoptère se pose à Severnaya et Bond part infiltrer de nouveau la base dont les installations sont désormais achevées. Pendant la mission, il est capturé et enfermé dans la prison du bunker où il côtoie une autre prisonnière, Natalya Simonova, une informaticienne russe de Severnaya suspectée de trahison. Bond et Natalya parviennent à s'échapper quelques secondes avant que le complexe ne soit frappé par un tir électromagnétique de GoldenEye ordonné par Ourumov.
Contre les conseils du MI6, Natalya retourne à Saint-Pétersbourg, où elle se fait capturer par Janus. Grâce à un ex-agent du KGB, Valentin Zukovsky, James Bond négocie un rendez-vous avec le cerveau de l'organisation Janus dans un parc rempli de statues. Celui-ci se trouve être Alec Trevelyan qui avait mis en scène une fausse exécution avec Ourumov à Arkhangelsk neuf ans plus tôt.
Bond s'enfuit du traquenard organisé par Trevelyan et sauve Natalya de l'explosion de l'hélicoptère Pirate. 007 récupère la boîte noire de l'hélicoptère. Les militaires russes, qui attendaient à la sortie du parc, emmènent Bond et Natalya dans les archives militaires du GRU pour y être interrogés. Bond s'enfuit de sa salle d'interrogatoire, retrouve Natalya, et parvient à parler au ministre de la Défense Dimitri Mishkin qui a vérifié les dires de Bond et compris qu'Ourumov est un traître. Mais Natalya se fait capturer de nouveau par Ourumov et Bond se lance alors à sa poursuite à bord d'un char d'assaut dans les rues de Saint-Pétersbourg jusqu'à atteindre un ancien dépôt militaire utilisé par Janus. Bond détruit les stocks d'armes et monte dans le train blindé où se trouvent Trevelyan, Ourumov et leur associée Xenia Onatopp. À bord du train, Bond tue Ourumov et sauve Natalya mais Trevelyan et Xenia s'échappent. Toutefois, Natalya a pu remonter la trace de leur base secrète jusqu'à Cuba.
En survolant la jungle cubaine, l'avion de Bond et Natalya est abattu et s'écrase dans la forêt. Bond et Natalya se frayent un chemin jusqu'à l'entrée de la base mais doivent affronter Xenia Onatopp qui se fait tuer par Bond. Bond et Natalya s'infiltrent dans le centre de contrôle de la base et parviennent à perturber les transmissions vers GoldenEye afin qu'il se désintègre dans l'atmosphère terrestre. Après cela, Trevelyan s'enfuit dans les cavernes souterraines pour rejoindre l'antenne principale du site afin de la réaligner manuellement pour reprendre le contrôle du satellite. Bond le poursuit, détruit la machinerie de l'antenne, et parvient à tuer Treveylan après une fusillade sur une petite plate-forme au-dessus du vide.

### Missions bonus
Deux missions bonus ont été ajoutées au jeu et sont la récompense pour ceux qui réussissent toutes les autres missions aux niveaux de difficulté Secret Agent et 00 Agent. La première mission bonus, Aztec, a été créée en s'inspirant du film de James Bond Moonraker, et est débloquée quand le joueur a réussi toutes les missions auparavant avec la difficulté Secret Agent. Pendant la mission, James Bond se retrouve dans un complexe aztèque à Teotihuacán pour enquêter sur un programme spatial interdit de la compagnie Drax dans lequel une navette spatiale a été volée à la NASA. Le MI6 pense que les intentions autour de cette navette une fois dans l'espace sont de nature militaire, ce qui autorise Bond à reprogrammer le système de guidage de la navette pour que le MI6 puisse prendre son contrôle une fois sur orbite. Pendant la mission, Requin est de retour pour tenter d'empêcher l'agent 007 de réussir sa mission.
Le second niveau bonus, Egyptian, réutilise des éléments des films L'Espion qui m'aimait, L'Homme au pistolet d'or et Vivre et laisser mourir. Pendant la mission, M informe 007 qu'un sorcier vaudou du nom de Baron Samedi est en possession du légendaire Pistolet d'or. Baron Samedi a invité Bond dans le temple d'el-Saghira dans la Vallée des Rois pour venir le récupérer. Consciente qu'il s'agit d'un piège, M envoie tout de même Bond rechercher le Pistolet d'or et éliminer Baron Samedi.

### Différences entre le film et le jeu
| Missions              | Film | Jeu |
| --------------------- | --- | --- |
| Dam                   | On voit juste Bond ouvrir la porte d'accès au barrage et sauter. | Bond s'infiltre dans une salle informatique à l'intérieur du barrage et neutralise les alarmes avant de sauter. |
| Facility              | 007 et 006 se rejoignent dans un débarras près des toilettes. Les explosifs placés sur les réservoirs sont contrôlés par une minuterie et font exploser toute la base. Bond s'enfuit en actionnant un tapis roulant. | 007 et 006 se rejoignent dans la salle des réservoirs. Les explosifs sont contrôlés par la montre de 007 et font exploser uniquement les réservoirs. Bond s'enfuit par un tapis roulant ou par une porte. Un agent double, le docteur Doak, est infiltré parmi les scientifiques. |
| Runway                | Bond récupère une moto et se jette dans le vide pour rattraper l'avion en bout de piste. | Bond utilise un char. L'avion est garé en bordure de la piste. |
| Surface et Bunker     | Bond ne va pas à Servernaya. | Bond infiltre la base en construction et rencontre Boris. |
| Silo                  | Passage inexistant dans le film. | Les silos à missiles servent de zone de lancement pour les GoldenEye. |
| Frigate               | La frégate est amarrée au port de Monaco. Bond est arrêté par les militaires en essayant de monter à bord. | La frégate est en pleine mer. Les hommes de Janus détiennent des otages. 007 place un mouchard sur l’hélicoptère. |
| Surface 2 et Bunker 2 | Bond ne va pas à Servernaya. L'hélicoptère est repéré par un satellite espion du MI6. 007, M et Tanner assistent à la frappe d'un GoldenEye depuis le QG du MI6 à Londres.                                           | Bond se rend à Severnaya et rencontre Natalya dans une cellule. Ils s'échappent et assistent à la frappe d'un GoldenEye sur la base. |
| Statue                | Bond rencontre Zukovsky dans un cabaret. 007 et Natalya sont ligotés dans le cockpit de l'hélicoptère qui va s'autodétruire.                                                                                         | Bond rencontre Zukovsky dans le parc aux statues. Bond et Natalya ne sont pas ligotés dans l'hélicoptère. |
| Archives              | Bond et Natalya sont dans la même salle d'interrogation. Mishkin est tué par Ourumov. | Bond et Natalya sont dans des salles séparées. Bond retrouve Mishkin et lui révèle qu'Ourumov est un traitre. |
| Streets               | Bond poursuit Ourumov dans les rues de Saint-Pétersbourg. Les militaires et la police essaient de l'arrêter. | Bond contacte Zukovsky avant de prendre le char. Il n'y a pas de policiers. |
| Depot                 | Bond observe le départ du train blindé. On aperçoit seulement brièvement le dépôt. | Bond infiltre le dépôt puis monte dans le train avant son départ. |
| Train                 | Bond place son char à la sortie d'un tunnel et tire sur le train pour le forcer à s'arrêter. | Bond remonte les wagons, élimine les hommes de Janus et détruit les freins du train. |
| Jungle                | Bond tire sur l’hélicoptère qui en s'écrasant emporte Xenia et la tue. | Bond tue Xenia avec une arme. |
| Control               | Natalya reprogramme le satellite seule pendant que Bond fait diversion auprès de Trevelyan et Boris provoque une explosion avec le stylo de Q.                                                                       | Bond fait exploser des baies de stockage blindées à l'aide de mines télécommandées et protège Natalya lorsqu'elle reprogramme le satellite. |
| Caverns               | Passage inexistant dans le film. | Bond poursuit Trevelyan dans les cavernes situées sous la base et contacte Jack Wade par radio. |
| Cradle                | 007 place une barre de fer dans la machinerie de l'antenne. Bond retient Trevelyan avant de le laisser tomber dans le vide.                                                                                          | 007 détruit la console de contrôle de l'antenne. Bond ne retient pas Trevelyan. |

## Histoire du développement

### Genèse
En 1994, Nintendo obtient auprès d'EON Productions les droits pour réaliser un jeu vidéo sur le prochain James Bond et propose à Rare de s'en occuper. Prévu pour se dérouler sur un an avec une équipe de dix personnes, le projet initial est de faire un jeu de plates-formes en deux dimensions sur Super Nintendo, un genre où Rare a fait ses preuves, en reprenant la technique ACM utilisée pour la modélisation de Donkey Kong Country,. L'équipe, dirigée par Tim Stamper et composée d'autres personnes ayant travaillé sur Donkey Kong Country, rencontrent l'équipe du film mais, faute d'enthousiasme, le projet s'éteint. Attiré par la licence James Bond, Martin Hollis, qui était alors second programmeur et venait de terminer son travail sur le jeu d'arcade Killer Instinct, propose alors à Tim Stamper de prendre le relais avec une nouvelle équipe afin de concevoir un jeu de tir en trois dimensions sur la future console de Nintendo, l'Ultra 64 (qui deviendra la Nintendo 64),.

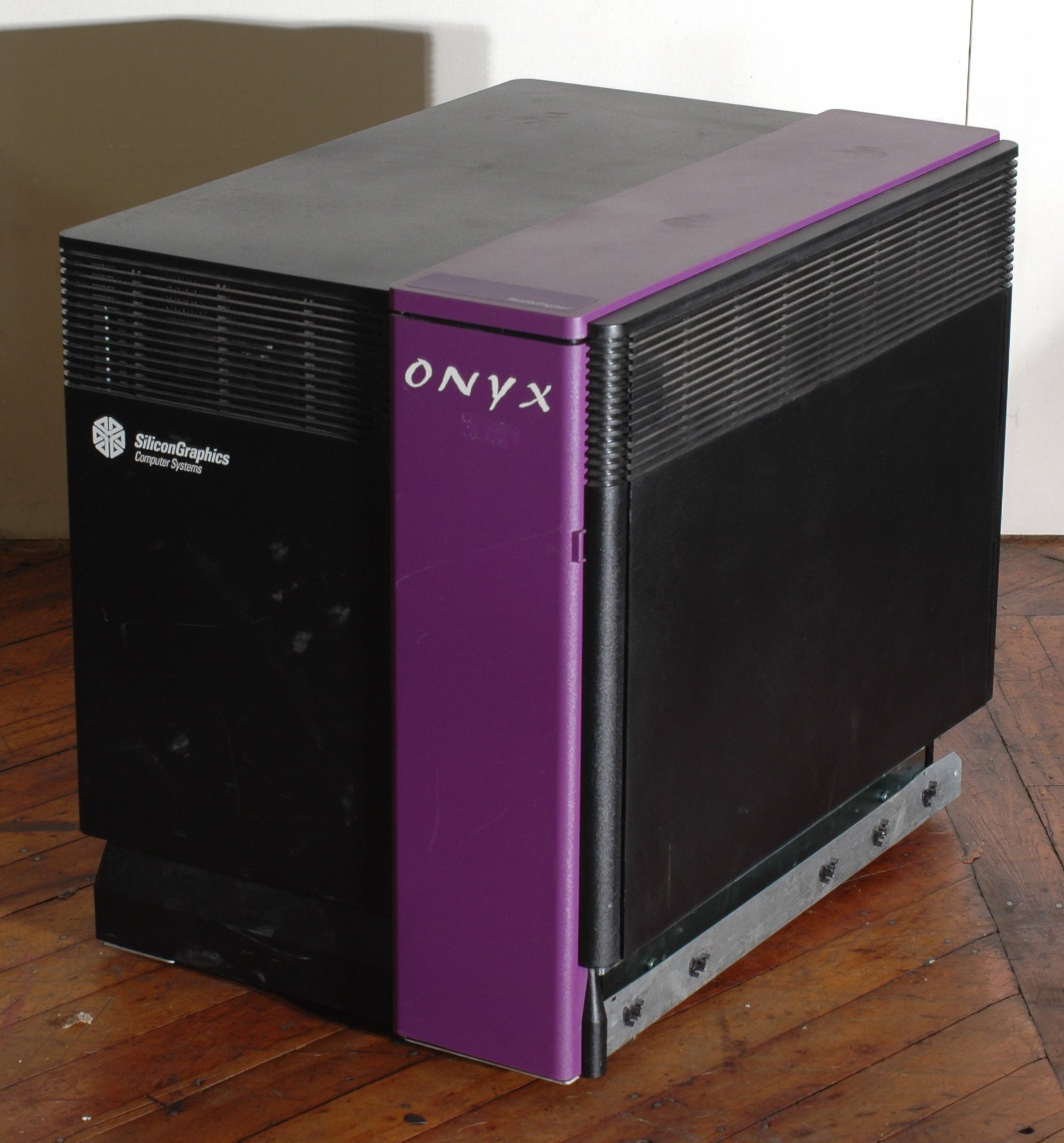
La SGI Onyx, ici en modèle deskside, a été utilisée à la place de la Nintendo 64 au début du développement.

En mars 1995, le travail reprend avec la nouvelle équipe de Martin Hollis : le programmeur Mark Edmonds, le background designer Karl Hilton pour les décors, et le character designer B. Jones pour les personnages. Pendant les premiers mois, GoldenEye 007 est prévu pour être un rail shooter, un jeu dans lequel le personnage se déplace automatiquement. Le jeu est décrit comme un Virtua Cop qui se jouerait sans pistolet optique, avec quelques emprunts à Doom, et se déroulant évidemment dans l'univers de James Bond et notamment de GoldenEye. Mais Martin Hollis souhaite aussi en faire un véritable jeu de tir à la première personne et l'équipe imagine mettre au point deux modes de jeu : une version rail shooter et une version FPS. Le flou est entretenu par le fait que les développeurs n'ont pas de Nintendo 64 à leur disposition et ne connaissent donc pas à ce stade la façon dont se contrôle la console,. Sans kit de développement spécifique à la Nintendo 64 pendant la première année et demi de développement, l'équipe utilise la SGI Onyx pour émuler GoldenEye 007 et raccorde une manette de Saturn pour les playtests,.
À noter qu'une version de GoldenEye était également annoncée pour le Virtual Boy. Celle-ci n'était cependant pas développée par Rare qui s'occupait à l'époque du jeu sur Super Nintendo et d'un portage Virtual Boy de Donkey Kong. Cette version aurait dû être un jeu de courses de voitures, elle est restée au stade de prototype avant d'être finalement annulée.
Si le gameplay du jeu est encore vague, l'équipe a déjà une vision plus concrète du design du jeu. Les effets visuels et la cinétique sont inspirés de films de John Woo comme À toute épreuve. L'équipe a déjà en tête la liste des niveaux repris du film, ainsi que les armes et les personnages du jeu qui seront présents. Plusieurs missions du jeu ont été modifiées ou allongées pour permettre au joueur d'aller plus loin que le film en jouant des séquences que Bond n'est pas censé vivre ou dans lesquelles il ne jouait qu'un petit rôle. Pour les gadgets, une quarantaine de gadgets utilisés dans les films sont listés par Hollis et en grande partie modélisés avant que David Doak et Duncan Botwood, les game designers, imaginent lesquels pourraient être inclus dans le jeu. L'IA est également étudiée pour être particulièrement ambitieuse avec des ennemis qui se servent de leurs yeux et de leurs oreilles et réagissent intelligemment. Hollis explique : « c’est du game design à l'envers, mais ça a très bien marché. [...] Ces choses ont permis au gameplay et au style du jeu d'être ce qu’ils sont ».
L'équipe visite plusieurs fois les décors du films pour s'imprégner de l'ambiance et s'en inspirer pour l'architecture des niveaux du jeu. Les level designers conçoivent les niveaux sans connaître les points d'entrée et de sortie du joueur, ni la position des ennemis et des objectifs. Ce n'est qu'une fois le niveau conçu que Doak et Botwood imagine la disposition des ennemis et du reste. Ainsi, des parties des niveaux n'ont pas d'utilité précise et il peut exister plusieurs chemins pour traverser le niveau. D'après Hollis, cette « approche anti-game design » permet d'apporter une impression de liberté et un rendu plus réaliste. Martin Hollis et David Doak s'inspirent aussi de Super Mario 64, sorti pendant le développement, pour la variété et la conception des objectifs, notamment l'idée d'accomplir plusieurs missions dans un seul niveau.
GoldenEye 007 est présenté pour la première fois au salon Nintendo Shoshinkai de novembre 1995. Le jeu s'appelait alors simplement Bond, était encore un rail shooter, et passe relativement inaperçu. La caméra du jeu étant déjà programmée pour « voler » à travers le niveau, le succès de Doom et de Quake fait prendre conscience à l'équipe qu'ils peuvent faire de GoldenEye 007 un jeu de tir à la première personne à part entière.
Au terme de la première année de développement, le délai initialement prévu, le pipeline et le moteur graphique sont fonctionnels mais le jeu est loin d'être terminé. Les bases étant posées, la dernière année est donc passée à réellement faire le jeu. Pour accélérer la cadence, il leur est alloué davantage de personnel. Steve Ellis rejoint notamment l'équipe à ce moment. La plupart des membres de l'équipe débutaient dans la conception de jeu mais, selon Hollis, cela a été compensé par le talent et le dévouement de l'équipe. Graeme Norgate explique : « comme c'était le premier jeu de la plupart des personnes, nous avons fait des choses que nous ne referions peut être pas parce que cela demande trop de travail. Nous n'avons pas pris le chemin le plus facile. Si quelque chose sonnait comme une bonne idée, on se disait 'ouais faisons ça !' ».
Autant que possible, les développeurs essayent de mettre en évidence l'IA au joueur à travers différentes situations. D'après Hollis, « l’IA n’est pas si intelligente. Il y a un garde. Il vous voit. Soit il vous attaque, soit il court enclencher l’alarme. Certains patrouillent, d’autres non et restent simplement sur place. C’était révolutionnaire à l’époque, mais pourtant pas si futé. » Pour Hollis, l'essentiel n'est pas tant d'avoir une IA sophistiquée que de l'exploiter correctement en la mettant en avant pour que le joueur la remarque. Pour cet aspect notamment, l'équipe confère un aspect stratégie au jeu en permettant et en encourageant une approche discrète par le joueur, par exemple avec la présence d'armes silencieuses ou la possibilité pour les ennemis de donner l'alarme. La stratégie est aussi renforcée avec la prise en compte de la localisation des dégâts, un tir à la tête suffisant à tuer un ennemi.
Une fois l'essentiel du jeu terminé, Nintendo prévient Rare qu'ils ne sont pas autorisés à travailler sur un mode multijoueur car ce serait une folie de se lancer dedans si tard dans le développement. Steve Ellis se fournit alors une copie du code source du jeu solo et conçoit un mode multijoueur de son côté. Duncan Botwood, également colocataire d'Ellis à ce moment, le met en place dans le jeu et Karl Hilton les aide pour les décors. Le mode multijoueur est finalement programmé en un mois.
GoldenEye 007 sort en 1997 soit deux ans après la sortie du film homonyme, une sortie très tardive en termes de marketing. La même année sort au cinéma un nouveau James Bond, Demain ne meurt jamais.

### Choix de l'acteur
Avant que Goldeneye 007 ne sorte, Rare avait intégré la possibilité de jouer avec d'autres acteurs ayant interprété James Bond que Pierce Brosnan. Au moment de commencer une partie en mode solo ou multijoueur, il était possible de choisir également entre Sean Connery, Timothy Dalton et Roger Moore, trois autres « Bond » célèbres. Cependant, alors que le développement était presque terminé, Rare dut enlever cette fonction sous les ordres de Nintendo qui leur avait confié la licence James Bond mais qui ne voulait payer en plus pour les acteurs. Les autres personnages tirés d'autres films de James Bond, comme May Day ou Requin, ne posent pas de problème car les droits étaient déjà acquis. Avant de retirer les autres Bonds, David Doak, Steve Ellis, Karl Hilton et Graeme Norgate font un dernier deathmatch où ils s'affrontent dans la peau des quatre Bonds. Après trois heures de jeu, c'est Mark Edmonds sous les traits de Roger Moore qui gagne le match en atteignant les 100 frags.
Des traces des anciens Bonds sont retrouvables dans la version finale du jeu via l'Action Replay, notamment les photos des autres acteurs. Mais encore, diverses captures d'écran dans le manuel du jeu, comme celui du menu de sélection du mode multijoueur, montrent des traces des différents portraits de Bond. Les quatre Bond en eux-mêmes ne peuvent pas être choisis, ou seulement en modifiant le code du jeu pour donner l'apparence sur un autre personnage.
S'inspirant de l'histoire, le magazine Electronic Gaming Monthly, célèbre pour ses 1er avril, publie en avril 1998 un article intitulé « All Bonds Cheat » avec des photos truquées pour prouver ses dires. Le magazine prétendait que pour obtenir le « All Bonds Cheat » dans le menu des triches du jeu, le joueur devait réussir la mission Aztec avec le niveau de difficulté 007, en moins de neuf minutes, avec tous les paramètres des ennemis au niveau le plus élevé.

## Accueil

### Critique
GoldenEye 007 a été unanimement acclamée par la presse spécialisée. Il est considéré comme l'une des adaptations les plus réussies de film en jeu vidéo et est devenu un classique du jeu de tir à la première personne.
La presse apprécie la qualité des graphismes, qualifiés de « superbes », la diversité des décors, le « brouillard » presque absent, et l'animation « exceptionnelle » des personnages,. Le réalisme et l'intelligence artificielle éblouissent particulièrement les critiques,.
L'ambiance du jeu est également vantée, le bruitage et la musique sont jugés excellents ainsi que la fidélité des missions par rapport à l'esprit de la licence James Bond. Les critiques soulignent également la variété des armes et des gadgets, le système de visée bien pensé et la présence d'un fusil à lunette,,.
Le mode multijoueur est estimé aussi bon que le mode solo, permettant d'assurer au jeu une durée de vie « quasi-infinie »,. Enfin, l'aspect évolutif du mode de difficulté et du système de triche sont considérés comme bien conçus.
Peu de points négatifs ressortent des tests. Il est essentiellement déploré l'absence d'une traduction française, la maniabilité « un peu spéciale » et une palette de mouvements trop réduite,.
Pour la plupart des testeurs, GoldenEye 007 dépasse Turok: Dinosaur Hunter et Doom 64, grâce à son originalité et son réalisme, et est souvent défini comme le meilleur investissement sur la console depuis Super Mario 64,. Pour beaucoup, sa qualité dépasse celle du film et le classe parmi les meilleurs Doom-like, si ce n'est le meilleur Doom-like, tous supports confondus,,.
Au Royaume-Uni, deux packs comportant le jeu et la console Nintendo 64 étaient disponibles. L'un comportait une console noire, une manette grise et le jeu tandis que l'autre comportait une console noire, une manette dorée et le jeu.

### Public
Encensé par la critique, GoldenEye 007 a également obtenu un fort succès auprès du public avec plus de huit millions d'exemplaires vendus dans le monde. Il est le troisième jeu le plus vendu sur Nintendo 64, après Super Mario 64 et Mario Kart 64, et le 60e jeu le plus vendu de l'histoire tous supports confondus,.
La communauté de fans reste active bien après la sortie du jeu. Des compétitions de speedrun sont toujours organisées, ainsi que des tournois en mode multijoueur. D'autres fans se servent de l'Action Replay pour examiner et modifier le jeu, permettant par exemple de découvrir des objets bêta. Ainsi, ce n'est qu'en 2004 que le niveau multijoueur abandonné Citadel a été révélé pour la première fois sur le forum de gscentral.com.

### Récompenses
En 1998, GoldenEye 007 reçoit le prix du meilleur jeu aux BAFTA Interactive Entertainment et Rare remporte le prix du meilleur développeur britannique de l'année.
La même année, le jeu remporte également quatre prix de l'Academy of Interactive Arts and Sciences (« Jeu d'action sur console de l'année », « Jeu sur console de l'année », « Titre interactif de l'année » et « Accomplissement exceptionnel dans la technologie de la programmation »), en plus des nominations pour « Accomplissement exceptionnel dans les Art/Graphiques » et « Accomplissement exceptionnel dans la conception interactive » .

## Héritage

### Postérité
GoldenEye 007 est considéré comme l'un des jeux de tir les plus emblématiques du genre. Premier Doom-like sur console à pouvoir véritablement rivaliser avec les titres sur PC, le jeu a prouvé que le jeu de tir à la première personne est un genre qui peut exceller aussi bien sur les deux supports. En ouvrant le genre au marché des consoles, il a contribué à la popularité du FPS et a permis de le rendre accessible à un plus large public. Il est aussi l'un des principaux titres de la Nintendo 64 qui a permis à la console de rester compétitive face à la PlayStation. Il demeure également comme un modèle d'adaptation d'un film en jeu vidéo.
Avec le jeu MDK de Shiny Entertainment sorti la même année, GoldenEye 007 a popularisé l'utilisation du fusil de précision avec zoom analogique, permettant aux joueurs de viser et tuer leurs ennemis de très loin. Il est l'un des premiers FPS sur consoles à exploiter entièrement le contrôle analogique permettant au joueur de se déplacer fluidement. Grâce à son intelligence artificielle poussée qui a notamment introduit la simulation des sens (les ennemis voient et entendent), il a été l'un des principaux jeux à montrer aux joueurs comment l'IA peut améliorer le gameplay d'un jeu. Le multijoueur de GoldenEye 007 a en outre introduit le mode deathmatch sur console.
GoldenEye 007 apparait fréquemment dans les classements des meilleurs jeux de la presse vidéoludique. Ainsi, le jeu a été classé en 2011 par 1UP.com comme le 53e jeu le plus influent de tous les temps. En 2007, GamePro le place à la 9e place des 52 jeux vidéo les plus importants de tous les temps. En 2000, un sondage de Computer and Video Games dresse GoldenEye 007 à la première place de la liste des plus grands jeux vidéo. Il atteint la 16e place dans la liste des 100 meilleurs jeux de tous les temps de Game Informer en 2001 et Edge le place à plusieurs reprises en tête de ses classements. Le Livre Guinness des records (2010), en se basant sur un sondage de 13 000 joueurs, place GoldenEye 007 à la 31e place des meilleurs licences de jeu vidéo.

### «Suites»
Début 1998, quelques mois après la sortie de GoldenEye 007, Nintendo, qui détenait toujours les droits d'adaptation de la licence, sortit un jeu Game Boy simplement nommé James Bond 007. Il s'agit d'un jeu d'action et d'aventure développé par Saffire Corporation et possédant un scénario original.
Le succès de GoldenEye 007 a conduit Rare à développer sa "suite spirituelle", Perfect Dark, qui sort en 2000 sur Nintendo 64. Bien que Perfect Dark ne reprenne pas la licence James Bond, de fortes similarités existent entre les deux œuvres. Ainsi, Perfect Dark utilise un gameplay et un moteur de jeu similaire à GoldenEye, et lui emprunte le même système d'objectifs multiples et de mode de difficulté évolutif. De plus, le mode multijoueur du jeu, également semblable à son prédécesseur mais proposant de nombreuses améliorations, propose plusieurs arènes retravaillées du mode multijoueur de GoldenEye 007. À l'époque Nintendo présentait d'ailleurs Perfect Dark comme la « suite non officielle » de GoldenEye. À son tour applaudi par les critiques, le succès du jeu a conduit à une adaptation sur Game Boy Color et un nouvel épisode sur Xbox 360 en 2005.
Plusieurs membres de l'équipe de développement de GoldenEye 007 quittent Rare après la sortie du jeu. Après avoir travaillé sur Perfect Dark et la GameCube de Nintendo, Martin Hollis fonde sa propre société Zoonami en 2000. D'autres membres partent former Free Radical Design en 1999 qui est à l'origine, entre autres, de la série des TimeSplitters sur PlayStation 2, GameCube et Xbox. La série comporte de nombreuses similitudes avec GoldenEye 007, comme l'apparence de l'affichage tête haute, le système de visée, ou même la séquence du barrage dans TimeSplitters 2 évoquant la mission Dam. Cela a valu aux TimeSplitters d'être aussi considérés comme des "suites spirituelles" de GoldenEye 007, au même titre que Perfect Dark,.

Logo du mod GoldenEye: Source.

La licence de James Bond a été reprise en 1999 par Electronic Arts qui a créé de multiples jeux basés sur les films de James Bond qui ont suivi, tels que Demain ne meurt jamais ou Le Monde ne suffit pas, ou bien avec des scénarios entièrement originaux, tels que 007 : Espion pour cible, 007: Nightfire ou 007 : Quitte ou double. Cependant, aucun de ces jeux n'a atteint le succès de GoldenEye 007,. En 2004, un titre du nom de GoldenEye : Au service du Mal est sorti sur toutes les consoles du marché. Sans aucun rapport avec GoldenEye 007 ou le film, le jeu a été relativement mal noté par la presse spécialisée, certains critiques avançant que le nom du jeu n'est qu'une tentative d'Electronic Arts pour confondre les joueurs,,.
En 2006, la licence est reprise par Activision qui a développé d'autres jeux basés sur James Bond, comme 007: Quantum of Solace et Blood Stone 007, sans non plus parvenir à surpasser le succès de GoldenEye 007. Activision a également développé un remake de GoldenEye 007 (voir plus bas).
Depuis 2005, un groupe de fans travaille sur un projet du nom de GoldenEye: Source, un mod d’Half-Life 2, dans le but de recréer le jeu original avec des améliorations physiques et graphiques.

### Portages
Une version sur Virtual Boy de GoldenEye 007 est annoncée lors du lancement de la console en novembre 1995 mais est finalement annulée en 1996 vu le peu de succès rencontré par la Virtual Boy. Loin de la version Nintendo 64, le jeu devait être un jeu de course dans lequel Bond évite des obstacles et tire sur d'autres voitures. Selon Rare, c'est une équipe interne de Nintendo qui était chargée du projet.
En novembre 2006, Nintendo annonce réfléchir à la possibilité d'inclure GoldenEye 007 au catalogue de la console virtuelle de la Wii, malgré une situation compliquée avec Rare qui appartient désormais à Microsoft et la détention des droits de la franchise James Bond par Activision.
En janvier 2008, 1UP.com rapporte que le développement d'une version de GoldenEye 007 sur Xbox Live Arcade est en cours mais que le titre ne pourra sortir que si Nintendo et Microsoft trouvent un accord financier. Cette version n'est finalement jamais sortie.
Lors du Nintendo Direct du 13 septembre 2022, il est annoncé officiellement que le jeu sera disponible sur Nintendo Switch pour les abonnés du pack additionnel du Nintendo Switch Online. Une version remaster en 4K sera aussi disponible sur Xbox One et Xbox Series. Le jeu sort sur ces plates-formes le 27 janvier 2023.

### Remake
Lors de l'E3 2010, Activision annonce officiellement le développement d'un remake du jeu sur Wii et Nintendo DS. Bien que le remake est censé rendre hommage à la version Nintendo 64, des changements ont été apportés comme le remplacement de Pierce Brosnan par Daniel Craig qui interprète James Bond depuis 2006 et des modifications dans le scénario. La mise en scène est plus travaillée et les décors plus approfondis, tout en essayant de rester fidèles au jeu original.
Le nouveau GoldenEye 007 sort en novembre 2010. Il reçoit un bon accueil de la presse spécialisée et se vend à plus d'un million d'exemplaires,. Une édition limitée comportant le jeu et une manette dorée était également disponible. Il est aussi porté sur PlayStation 3 et Xbox 360 en 2011.

### GoldenEra
En 2022, un documentaire intitulé GoldenEra a été diffusé afin de célébrer les 25 ans du jeu. Il retrace son processus de développement ainsi que son héritage et son influence sur la culture populaire et les jeux de tir à la première personne modernes.

## Bugs
Plusieurs bugs sont présents dans GoldenEye 007. Un de ces bugs consiste à saturer les canaux sonores du jeu en jetant une multitude de couteaux de lancer dans l'eau dans le niveau Frigate (les instructions sont présentes ci-dessous). La conséquence est que les musiques du jeu et les bruitages ne vont plus se jouer normalement.
Un autre bug fait que si le joueur fait du « cartridge tilting » (soulever légèrement la cartouche sur sa partie gauche du côté avant (là où il y a l'image)), les animations 3D sont alors buguées et les personnages se tordent dans tous les sens, Il faut redémarrer la console pour ne pas corrompre la cartouche. Ce glitch eut une tendance dans les années 2000 sur Internet lorsqu'une vidéo montrant le glitch fut accompagné par la chanson "Promise" de Kohmi Hirose, inspirant un mème consistant à chorégraphier le bug sous le nom de Geddan (en référence au "Get Down" du refrain) ,